# Villejésus
Villejésus és un municipi francès situat al departament del Charente i a la regió de la Nova Aquitània. L'any 2007 tenia 553 habitants.

## Demografia

### Població
El 2007 la població de fet de Villejésus era de 553 persones. Hi havia 220 famílies de les quals 64 eren unipersonals (20 homes vivint sols i 44 dones vivint soles), 80 parelles sense fills, 60 parelles amb fills i 16 famílies monoparentals amb fills.
La població ha evolucionat segons el següent gràfic:
Habitants censats

### Habitatges
El 2007 hi havia 287 habitatges, 234 eren l'habitatge principal de la família, 36 eren segones residències i 17 estaven desocupats. 284 eren cases i 2 eren apartaments. Dels 234 habitatges principals, 196 estaven ocupats pels seus propietaris, 33 estaven llogats i ocupats pels llogaters i 5 estaven cedits a títol gratuït; 4 tenien dues cambres, 22 en tenien tres, 71 en tenien quatre i 137 en tenien cinc o més. 197 habitatges disposaven pel capbaix d'una plaça de pàrquing. A 88 habitatges hi havia un automòbil i a 122 n'hi havia dos o més.

### Piràmide de població
La piràmide de població per edats i sexe el 2009 era:
| Homes | Edats   | Dones |
| ----- | ------- | ----- |
| 0     | 95 o +  | 0     |
| 4     | 90 a 94 | 0     |
| 4     | 85 a 89 | 8     |
| 4     | 80 a 84 | 8     |
| 8     | 75 a 79 | 12    |
| 24    | 70 a 74 | 16    |
| 4     | 65 a 69 | 20    |
| 12    | 60 a 64 | 4     |
| 8     | 55 a 59 | 8     |
| 20    | 50 a 54 | 12    |
| 8     | 45 a 49 | 20    |
| 24    | 40 a 44 | 20    |
| 20    | 35 a 39 | 28    |
| 20    | 30 a 34 | 12    |
| 20    | 25 a 29 | 28    |
| 8     | 20 a 24 | 4     |
| 8     | 15 a 19 | 28    |
| 36    | 10 a 14 | 12    |
| 8     | 5 a 9   | 4     |
| 24    | 0 a 4   | 4     |

## Economia
El 2007 la població en edat de treballar era de 336 persones, 249 eren actives i 87 eren inactives. De les 249 persones actives 230 estaven ocupades (120 homes i 110 dones) i 19 estaven aturades (9 homes i 10 dones). De les 87 persones inactives 44 estaven jubilades, 21 estaven estudiant i 22 estaven classificades com a «altres inactius».

### Ingressos
El 2009 a Villejésus hi havia 235 unitats fiscals que integraven 554 persones, la mediana anual d'ingressos fiscals per persona era de 16.542 €.

### Activitats econòmiques
Dels 30 establiments que hi havia el 2007, 1 era d'una empresa alimentària, 3 d'empreses de fabricació d'altres productes industrials, 4 d'empreses de construcció, 8 d'empreses de comerç i reparació d'automòbils, 1 d'una empresa d'hostatgeria i restauració, 2 d'empreses financeres, 3 d'empreses immobiliàries, 2 d'empreses de serveis, 1 d'una entitat de l'administració pública i 5 d'empreses classificades com a «altres activitats de serveis».
Dels 9 establiments de servei als particulars que hi havia el 2009, 1 era una funerària, 3 tallers de reparació d'automòbils i de material agrícola, 1 guixaire pintor, 1 fusteria, 2 lampisteries i 1 electricista.
Dels 2 establiments comercials que hi havia el 2009, 1 era un supermercat i 1 un drogueria.
L'any 2000 a Villejésus hi havia 26 explotacions agrícoles que ocupaven un total de 520 hectàrees.

## Poblacions més properes
El següent diagrama mostra les poblacions més properes.